# Asellia arabica
Asellia arabica är en fladdermus i familjen rundbladnäsor som förekommer på Arabiska halvön. Före artens vetenskapliga beskrivning året 2011 infogades populationen i Asellia tridens.

## Utseende
Denna fladdermus har med en kroppslängd (huvud och bål) av 41 till 60 mm, en svanslängd av 16 till 29 mm och en vikt av 6 till 13 g ungefär samma storlek som andra släktmedlemmar. Underarmarna är 43 till 47 mm långa, bakfötternas längd är 8 till 10 mm och öronen är 14 till 22 mm stora. Ovansidan är täckta av beigefärgad päls med gråa nyanser och undersidans päls är ljusare. Hudflikarna på näsan (bladet) kännetecknas av ett utskott som liknar en treudd i formen. I övre käken finns per sida en framtand, en hörntand, en premolar och tre molarer. I underkäken förekommer dessutom per sida en andra framtand och en andra premolar, vad som ger 28 tänder i hela tanduppsättningen.
Asellia arabica har ljusa gråbruna flygmembran. Hudflikarna på näsan är nästan pigmentfria. Arten skiljer sig främst i sina genetiska egenskaper från andra arter av samma släkte.

## Utbredning
Utbredningsområdet ligger i södra Jemen och södra Oman. Arten vistas i halvöknar och i torra savanner.

## Ekologi
Gömställen som används på dagen ligger i grottor. Där bildas kolonier med cirka 30 medlemmar. Antagligen motsvarar levnadssättet andra släktmedlemmarnas beteende.

## Hot
Beståndet hotas av störningar i grottorna och av bekämpningsmedel mot insekter. Populationens storlek är okänd. IUCN listar arten med kunskapsbrist (DD).